# I grandi successi (1990-1992)
I grandi successi (1990-1992) è una raccolta del gruppo musicale italiano dei Ricchi e Poveri del 1994.

## Descrizione
Nel disco sono compresi quindici brani provenienti dagli ultimi due album in studio registrati dal gruppo: Buona giornata e... del 1990 e Allegro italiano del 1992, entrambi pubblicati dall'etichetta discografica EMI Music. Fra le tracce figurano gli ultimi due pezzi sanremesi del trio (Buona giornata del 1990 e Così lontani del 1992), alcune cover di note canzoni della musica italiana e rivisitazioni di vecchi successi della band (Che sarà, La prima cosa bella, Se m'innamoro e M'innamoro di te).

## Tracce
1. Che sarà (Migliacci/Fontana/Greco/Pes) 3.46
2. Così lontani (Cutugno) 4.40
3. Io che non vivo (senza te) (Pallavicini/Donaggio) 3.06
4. Senza una donna (Fornaciari) 4.13
5. La prima cosa bella (Mogol/Di Bari/Reverberi) 4.15
6. Caruso (Dalla) 5.10
7. Gente di mare (Bigazzi/Riefoli/Tozzi) 4.03
8. Se m'innamoro (Minellono/Farina) 3.53
9. Buona giornata (Depsa/Paoluzzi/Cosma) 3.37
10. Grande grande grande (Testa/Renis) 3.39
11. Ti sento (Stellita/Cossu/Marrale) 4.14
12. L'italiano (Minellono/Cutugno) 3.55
13. Vado via (Riccardi/Albertelli) 3.06
14. La donna cannone (De Gregori) 4.45
15. M'innamoro di te (Minellono/Farina) 3.34

## Crediti
- Tracce 1, 5, 8, 9, 15 provenienti dall'album Buona giornata e... (EMI Italiana, 1990):

1. Arrangiamenti musicali: Sergio Conforti, Maurizio Bassi, Vittorio Cosma, Piero Cassano, Mauro Paoluzzi
2. Produzione: Mauro Paoluzzi

- Traccia 2 proveniente dall'album Allegro italiano (EMI Italiana, 1992):

1. Arrangiamenti musicali e direzione d'orchestra: Pinuccio Pirazzoli
2. Produzione: Ubaldo Roy

- Tracce 3, 4, 6, 7, 10, 11, 12, 13, 14 provenienti dall'album Allegro italiano (EMI Italiana, 1992):

1. Collaborazioni e arrangiamenti musicali: Massimo Parretti, Walter Malgoni, Tony Körvits
2. Produzione e arrangiamenti musicali: Ubaldo Roy